# San Benedetto Vecchio
Die Kirche San Benedetto, die seit Jahrhunderten die Kirche San Benedetto Vecchio genannt wird (nicht zu verwechseln mit der nahegelegenen Kirche San Benedetto Novello), ist ein Gebäude mittelalterlichen Ursprungs mit Blick auf die Riviera San Benedetto, Richtung Bacchiglione, in Padua. Das Gebäude mit dem angrenzenden Benediktinerkloster wurde im Auftrag des Seligen Giordano Forzatè erbaut.

## Geschichte
Wie Portenari berichtet, wurde die Kirche St. Benedikt 1195 auf Veranlassung von Giordano Forzatè mit dem Benediktinerkloster „mit verschiedenen Kreuzgängen und Wohnbereichen für Mönche und Nonnen errichtet und er regierte viele Jahre mit dem Titel Prior“ und zur Bestätigung des Gründungsdatums werden die Annales Patavini und die Regiminum Padue Books angeführt. Aus einigen Dokumenten geht hervor, dass das Kloster in der Nähe eines Krankenhauses gegründet wurde. Das Doppelkloster mit einer weiblichen Gemeinschaft unter der Leitung einer Äbtissin und der männlichen Gemeinschaft unter der Leitung des Priors war nach dem Tod des Gründers (1248) nur für Nonnen bestimmt, während die Mönche einen neuen Standort mit der Kirche San Benedetto Novello (1262) bauten. Die Quellen berichten, dass die am 31. August 1222 geweihte Kirche ursprünglich im Zentrum des Klosters stand und den männlichen und weiblichen Teil teilte. Nach der Spaltung blühte das Kloster so intensiv auf, dass zwischen 1356 und 1397 die Äbtissin Anna Buzzaccarini, Schwägerin des Fürsten von Padua, Francesco il Vecchio, es auf ihre Kosten reich ausschmückte. Nach Anna folgte Orsola Buzzaccarini, die den reformierten Franziskanern die Kirche Sant’Orsola (1402) schenkte. Einige Jahrzehnte später kam die junge Studentin Caterina Cornaro hierher, wo sie bis zu ihrem vierzehnten Lebensjahr Unterricht erhielt.
Die Kirche blieb bis 1612 unverändert, als die Äbtissin Aurora da Camposampiero, wahrscheinlich nach den liturgischen Reformen des Konzils von Trient, Anpassungsarbeiten durchführen ließ. Es wurde die Ausrichtung geändert und die Fassade, die zunächst nach Westen ausgerichtet war, nach Osten, wo sich ursprünglich das Presbyterium befand. Portenari erwähnt, dass sie um 1620 „auf eine schöne Form reduziert und schlicht verziert“ wurde. Am 3. Juli 1628 erfolgte von Kardinal Pietro Valier ein pastoraler Besuch „bene tecta, ampla et alba“. In den folgenden Jahrzehnten wurde das Gebäude mit neuen Kunstwerken und Altären geschmückt.
Mit der napoleonischen Kirchengesetzgebung von 1810 wurde das Benediktinerkloster aufgehoben und in eine Artilleriekaserne umgewandelt. Die Kirche wurde eine Pfarrkirche und übernahm die Pfarre von San Leonardo.
Zu Beginn des 20. Jahrhunderts wurde das Gebäude mehrmals restauriert. Am 11. März 1944 wurde sie von den alliierten Bomben getroffen, die das Gebäude verwüsteten und zahlreiche Kunstwerke zerstörten, darunter den Erzählzyklus der Apokalypse von Giusto de’ Menabuoi. In der ersten Nachkriegszeit begannen die Restaurierungsarbeiten unter Berücksichtigung der romanischen Aspekte.
Heute ist die Kirche in Fortführung der napoleonischen Dekrete eine Pfarrkirche, die dem weltlichen Klerus der Diözese Padua anvertraut ist.
Neben der Kirche steht die Kaserne „Prandina“, die auf dem ehemaligen Benediktinerkloster steht.
In der Kirche ist Giustiniana Wynne begraben.

## Beschreibung

### Außen

#### Die Fassade

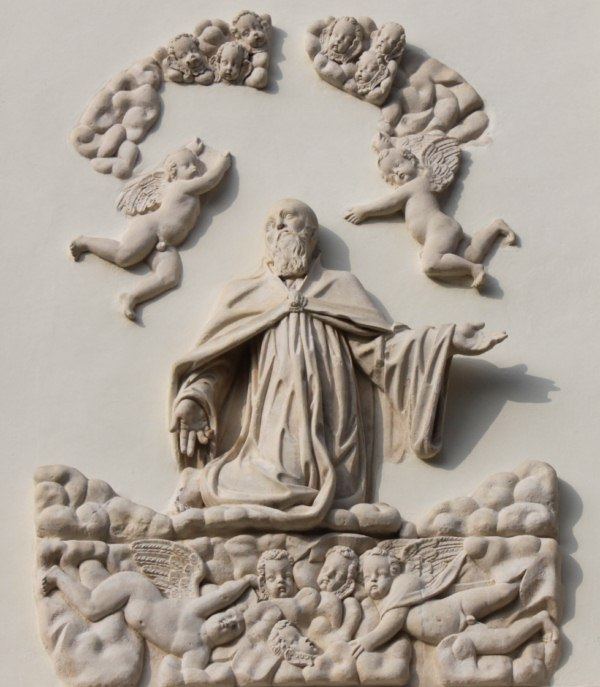
San Benedetto in gloria, Hochrelief der Fassade

Die Fassade, in einem großen von Bäumen gesäumten Kirchhof (ursprünglich war er gepflastert), ist nach Osten gerichtet. Das heutige Aussehen ist auf die Arbeiten im 17. Jahrhundert zurückzuführen. Die Mauer bildete bis ins 16. Jahrhundert die Apsis der Kirche. Sie weist eine Komposite Ordnung auf und respektiert die raffinierten manieristischen Stilmerkmale, die seit der zweiten Hälfte des 16. Jahrhunderts in der Stadt im Trend liegen und mit den Werken von Dario Varotari verbunden sind. Sie erhebt sich auf zwei Ebenen, die alle von dünnen Pilastern unterbrochen werden, die mit verfeinerten toskanischen (unteren) und ionischen Kapitellen abgeschlossen sind. Den Abschluss bildet ein von Statuen gekrönter Attika mit einem Tympanon in der Mitte. Es gibt ein einziges Portal mit Tympanon und an den Seiten zwei Nischen und zwei Fenster, darüber befinden sich vier quadratische Fenster. In der Mitte des Tympanums befindet sich ein Hochrelief, das den Ewigen Vater darstellt, der sich mit dem darunter liegenden Heiligen Benedikt in der Herrlichkeit verbindet. Auf dem Gemälde von Padovanino, das den Seligen Forzatè darstellt und sich in der Kirche befindet, wird das Gebäude vor dem Bau der Fassade dargestellt.

#### Romanische Fassade
Auf der linken Seite der Fassade, gibt es eine Gasse, die den Blick auf die romanische Seite der Kirche erlaubt, mit einzelnen Monoforen und unterbrochen durch Bogenfriese. Auf der Rückseite, auch wenn sie von Gebäuden und dem Glockenturm verborgen ist, kann man die alte romanische Fassade der Kirche sehen, mit Biforen und kleinen Blendarkaden.

#### Campanile

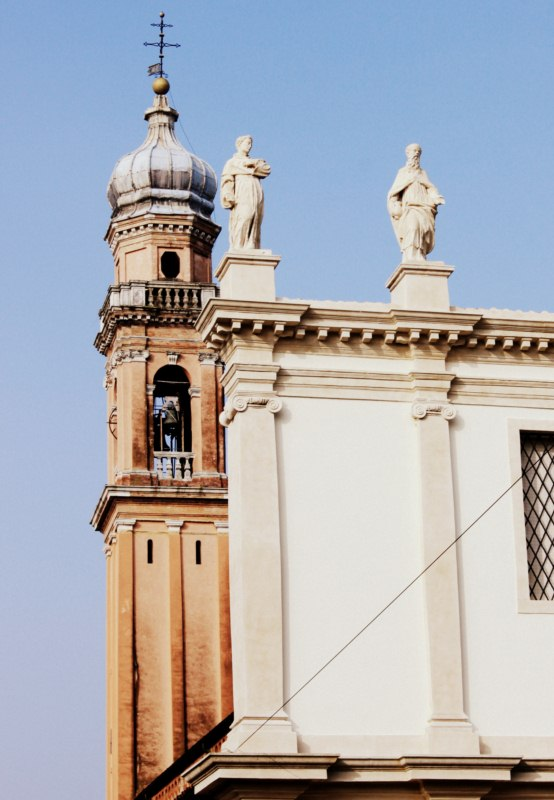
Campanile

Das heutige schlanke Aussehen, mit vier einzelnen Spitzbogenfenster und einen mit einer zwiebelförmigen Kuppel bedeckten Tambour stammt aus dem 18. Jahrhundert. Er besteht aus den Resten des mittelalterlichen Glockenturms, der bereits mit Biforen und einem konischen Turm bestand.

### Innen

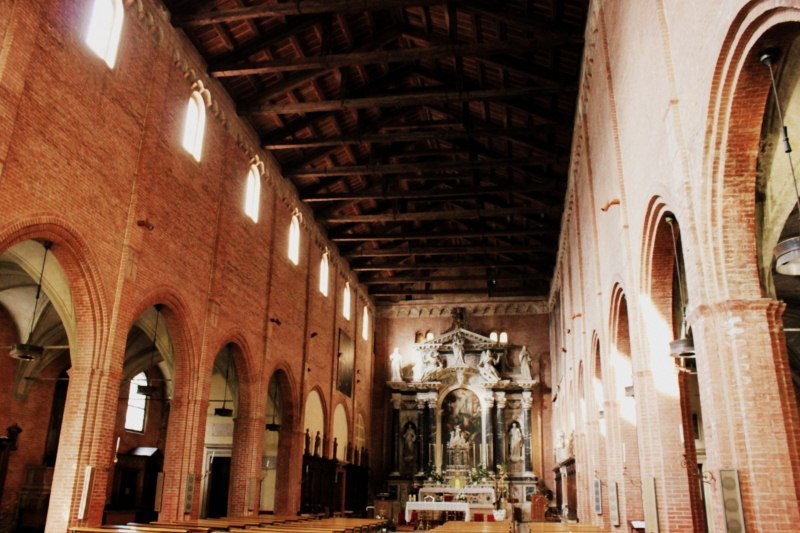
Das Kircheninnere

Nach dem Passieren der Eingangstür passiert betritt man ein reizvolles Inneres, das in drei Schiffe unterteilt ist, die am monumentalen Hochaltar zusammenlaufen. Nach den Restaurierungsarbeiten der Nachkriegszeit dominiert die warme Farbe der Terrakotta. Die Rundbögen werden von Säulen getragen und die Blendarkaden sind mit den Farben des Wappens der Stadt Padua verziert, das auch an den Wänden dargestellt ist. Das Mittelschiff ist mit einem Holzfachwerk gedeckt, während die Seitenschiffe ein Kreuzrippengewölbe aufweisen.

#### Presbyterium

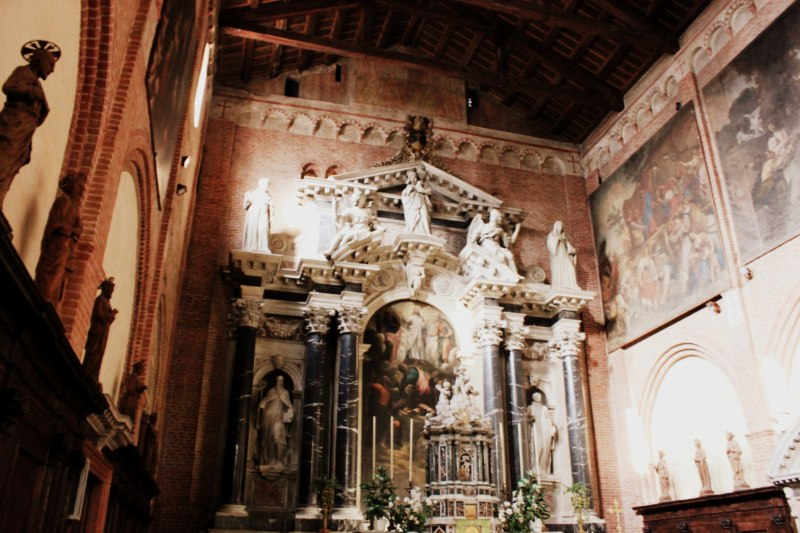
Hauptaltar

Der grandiose barocke Hochaltar, das Werk (1663) von Girolamo Galeazzo Veri, steht auf der alten romanischen Innenfassade. Die fast architektonische Kulisse, die auf den Marmorfarben Schwarz und Weiß aufbaut, wird durch sieben Statuen benediktinischer und paduanischer Heiliger von Tommaso Allio und durch das große Altarbild von Alessandro Maganza mit der Darstellung der Verklärung verfeinert. Bemerkenswert ist der Tabernakel mit zahlreichen Engeln.
An den Wänden, an denen die romanischen Bögen sichtbar gemacht wurden, befinden sich drei Gemälde, darunter Moses der das Wasser sprudeln lässt von Alessandro Varotari (gestiftet im 18. Jahrhundert von Graf Girolamo Dotto) und Jesus Christus teilt mit den Aposteln Brot an die hungernden Menschen aus von Francesco Minorello.
Über den Holzstühlen entlang der Wände befinden sich vierzehn gotische Statuen aus Terrakotta, die vielleicht schon im 17. Jahrhundert die Kirche schmückten.

#### Rechtes Kirchenschiff

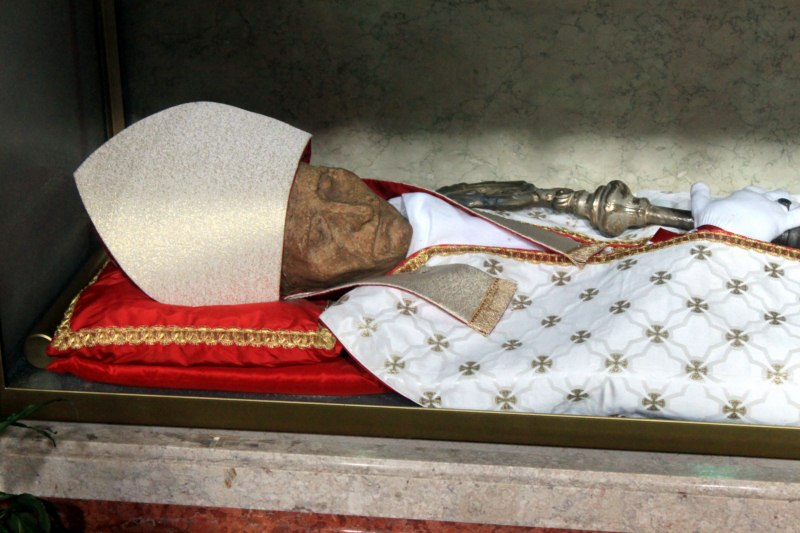
Körper des Seligen Giordano Forzatè.

In der Kapelle neben dem Presbyterium, die im 18. Jahrhundert mit Fresken verziert wurde, befindet sich das schöne Altarbild von Domenico Robusti, das die Himmelfahrt Jesus Christus darstellt, mit dem heilige Petrus der dem heiligen Markus das Evangelium diktiert, und darunter die Heiligen Hieronymus, Dominicus und Thecla, die der Patrizier Marco Querini in Auftrag gegeben hat. Einst war die Kapelle den Nonnen vorbehalten, die der Messe hinter dem großen Gitter folgten.
Auf dem Altar im Seitenschiff befindet sich der mit päpstlichen Insignien bedeckte Körper des Seligen Giordano Forzatè. Darüber ein Altarbild, das ihn darstellt, während er den Klosterplan von Alessandro Varotari betrachtet.

#### Linkes Kirchenschiff

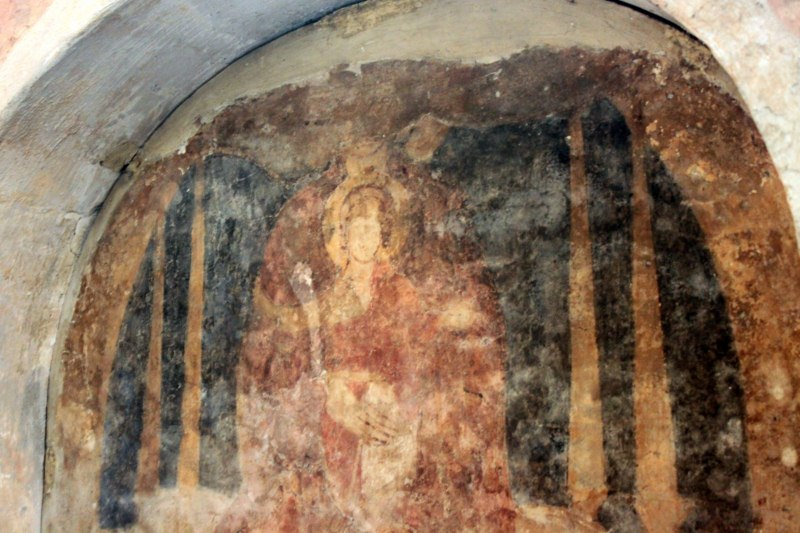
Fresken des 13. Jahrhunderts

Auf den drei barocken Altären, die sich entlang des Seitenschiffes befinden, befinden sich interessante Werke von Pietro Damini, das Altarbild Transito di san Benedetto, von Luca da Reggio, das der Jungfrau von Loreto über der Heiligen Helena (aus der abgerissenen Kirche San Leonardo) und von Giulio Campagnola einen San Gerolamo della cerchia. Das Taufbecken neben dem Eingang scheint sich auf einem Opferaltar aus der Römerzeit zu befinden. Oben zeigt ein kleines Gemälde aus dem 17. Jahrhundert die Taufe Christi. Neben der Eingangstür befinden sich Reste von Fresken aus dem 13. Jahrhundert, darunter eine seltene Grablegung.

## Die Musik und die Orgel

### Die Musik der Benediktiner
Die pastoralen Besuche, die zwischen dem 17. und 18. Jahrhundert durchgeführt wurden, geben die Möglichkeit, den liturgischen und musikalischen Verlauf der Kirche jener Zeit recht umfassend darzustellen. Die Nonnen konnten die Messe nur von der Kapelle mit dem Gitter zum Presbyterium (die Kapelle im rechten Schiff) verfolgen oder vom Chor auf der Innenfassade, versteckt hinter Vorhängen, singen. 1657 bemerkte der Bischof einige heftige Konflikte innerhalb der aus 46 Nonnen bestehenden Gemeinschaft. Die Streitigkeiten wurden von einigen Nonnen (Speronella Speroni und Faustina Stefani) „gegen die Pflicht, zu singen und die Orgel zu spielen“ ausgelöst. Noch kühner war Bischof Giorgio Cornaro im Jahr 1717, in dem er befahl, dass der Gesang „ein festes, mönchisches und gottesfürchtiges Lied sei, um Gott nicht für Eitelkeit und Gefälligkeit zu preisen, mit Verlust des Verdienstes und vielleicht mit der Last des Verderbens“ und deshalb „alle Arten von figurativem Gesang, alle Musikinstrumente im Chor mit Ausnahme der Orgel und des Spinets, für den Klang der Stimmen“ verbot, unter Vorbehalt des Rechts, den Musikmeister der Nonnen zu ernennen.

### Orgel des Giovan Battista Antegnati
Aus dem Werk Arte Organaria von Costanzo Antegnati wissen wir, dass es in der Kirche San Benedetto Vecchio ein Instrument von Giovanni Battista Antegnati gab, das zwischen 1536 und 1539 gebaut wurde und dessen weitere wesentliche Dokumentation nicht erhalten ist. Erst in einem Vertrag von 1899 spricht man wieder deutlich von der Orgel, als Fabbricieri mit Malvestio eine Vereinbarung über die Restaurierung einer Orgel getroffen hat, deren Merkmale nicht bekannt sind und die bereits im Chor vorhanden ist.

### Orgel des Ruffatti
Die heutige Orgel, die in den 1950er Jahren von der Orgelfirma Fabbrica Organi Ruffatti erbaut wurde, befindet sich auf dem Chor an der Innenfassade und ersetzt ein früheres Instrument von Ruffatti, das durch die Bombardierung von 1944 zerstört wurde. Die vollständig elektrische Traktur besteht aus einem auf die Basis beschränkten Gehäuse und einem als Palisade angeordneten Prinzipal. Die Konsole verfügt über zwei Manuale mit je 61 Tasten und ein konkav-radiales Pedal mit 32 Tasten, mit den Bedienelementen der Register, der Anschlüsse und der Plattenkupplung.

## Kuriosität
In der Mitte des Kreuzgangs, der sich neben dem rechten Seitenschiff der Kirche befand, wuchs nach der Chronik eine Kornelkirsche aus jenem Stock, den der Selige Giordano Forzatè benutzte, um die Größe des Klosters auf dem Boden abzustecken. Die Pflanze mit wunderbaren Kräften war so mächtig, dass ihre Früchte an fieberhafte Menschen verteilt wurden und wenn eine der Nonnen oder ein Mitglied des Capodilista-Hauses (Nachkommen des gesegneten Gründers) sterben musste, trocknete ein Ast davon aus. Nach der Aufhebung des Klosters wurde die Kornelkirsche ausgegraben und nach San Daniele transportiert und im Garten des Palazzo Capodilista gepflanzt, wo sie mit ihren mutmaßlichen achthundert und mehr Jahren noch heute üppig gedeihen soll.